# دورة الهيدروجين

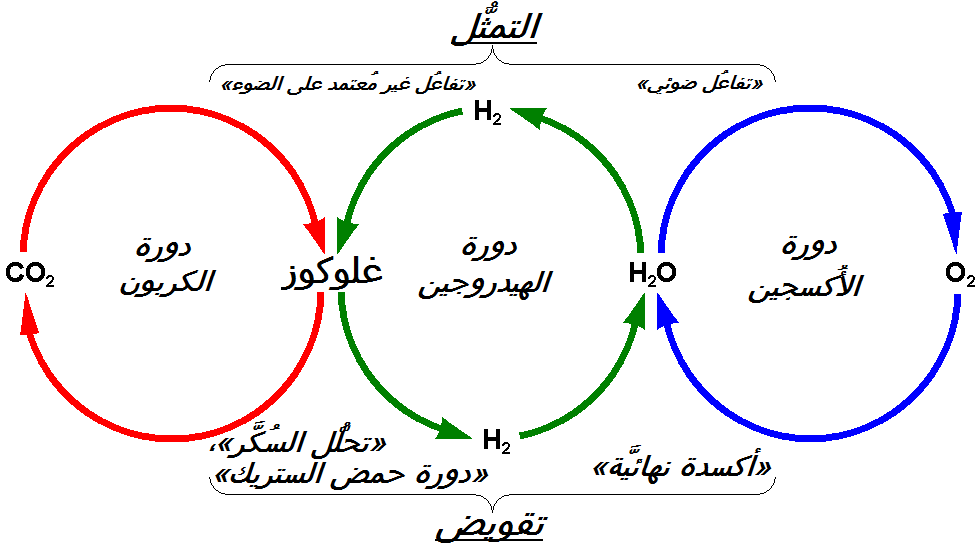
رسم يوضح علاقة دورة الكربون والهيدروجين والأكسجين في عملية التمثيل الغذائي للنباتات.

التخمير اللاهوائي للمواد العضوية إلى ثاني أكسيد الكربون والميثان هو جهد تعاوني يشمل العديد من مختلف التفاعلات الكيميائية الحيوية ، والعمليات والأنواع من الكائنات الحية الدقيقة. ويطلق على واحدة من العديد من هذه العمليات التي تحدث «نقل بين الأنواع الهيدروجين» . وقد وصفت هذه العملية بأنها جزء لا يتجزأ من التعايش بين أنواع معينة من البكتيريا المنتجة للميثان ( methanogens ) و اللاهوائيات nonmethanogenic . في هذا التعايش ، و اللاهوائيات nonmethanogenic تتحلل مادة العضوية و إنتاج مع عدة أشياء غيرها من الهيدروجين الجزيئي ( H2 ) . ثم يتم أخذ هذه الهيدروجين بنسبة methanogens وتحويلها إلى غاز الميثان عن طريق توليد الميثان . واحدة من الخصائص الهامة بين الأنواع نقل الهيدروجين هو أن تركيز H2 في البيئة الميكروبية منخفض جدا. الحفاظ على تركيز الهيدروجين المنخفض مهم لعملية التخمر اللاهوائي تصبح على نحو متزايد غير المواتية الديناميكا الحرارية والضغط الجزئي للزيادات الهيدروجين. و الفرق الرئيسي مقارنة مع الدورات البيولوجية الكيميائية الأخرى هي أن بسبب انخفاض وزنه الجزيئي الهيدروجين يمكن أن تترك الغلاف الجوي للأرض . فقد قيل أن هذا حدث على نطاق واسع في الماضي ، وأن هذا هو السبب في ان الأرض اليوم في معظمها تتأكسد بشكل لا رجعة فيه.

## صلة المناخ العالمي
H2 هو التتبع والغاز المسببة للاحتباس الحراري الثانوي الذي يتداخل مع إزالة الميثان. يتفاعل H2 مع جذور الهيدروكسيل (OH •)، خفضها إلى H2O (الماء). • تتم إزالة الجذور OH التي من شأنها أن أكسدة الميثان عادة في رد فعل التالية إذا كانت تتفاعل مع H2 الأولى في الغلاف الجوي.
{\displaystyle \mathrm {H_{2}+OH\longrightarrow H+H_{2}O} }
{\displaystyle \mathrm {CH_{4}+OH\longrightarrow CH_{3}+H_{2}O} }

## المكونات الرئيسية
- مصادر
  - الميثان وغاز الميثان أكسدة غير الهيدروكربونية
  - صناعات الوقود الأحفوري
  - حرق الكتلة الحيوية
  - تثبيت النيتروجين
  - المحيطات
  - الأحواض
  - الأكسدة التي كتبها جذور الهيدروكسيل
  - امتصاص التربة الميكروبية

### الجو
- التفاعلات الضوئية

### الأرضي والمحيط الحيوي
- امتصاص التربة ميكروب بوساطة
- النيتروجين تثبيت المنتجات الثانوية
- حرق الكتلة الحيوية

## اقرأ أيضا
- هيدروجين ثلاثي الذرة